# Séché Environnement
Pour les articles homonymes, voir Séché.
Séché Environnement est un groupe industriel français spécialisé dans le traitement et la valorisation de tous types de déchets, la production d'énergie de récupération, les services de dépollution, les services d'assainissement et le traitement des eaux industrielles. La société est cotée à la Bourse de Paris.

## Historique
En 1984, Joël Séché reprend la petite PME familiale de travaux publics. Il décide à son acquisition de positionner progressivement la société sur les métiers de l'environnement. Le groupe est porté par une dynamique de croissance à la fois interne et externe via de nombreuses acquisitions : En 1985, le groupe ouvre un centre de stockage de classe 2 (déchets non dangereux) à Changé (Mayenne). Ce centre s'agrandit en 1994 avec un site de stockage de déchets dangereux (Classe 1) et en 1997 avec un centre de tri.[réf. nécessaire].
En 1997, Séché groupe entre au second marché de la Bourse de Paris.
En 2001, Séché rachète Alcor, ce qui lui permet d'étendre sa présence dans l'ouest et dans le sud de la France. En 2002, Séché acquiert Tredi, ainsi que ses filiales Speichim et Valls Quimica, ce qui lui permet de doubler la taille de son chiffre d'affaires et de renforcer son activité dans les déchets industriels. 
En 2007, Séché prend une participation de 33 % du capital de Saur. La Caisse des dépôts (47 %) et Axa (20 %) se partagent le reste de la participation. En 2008, Joël Séché devient président de Saur. En 2013, Séché abandonne sa participation dans la Saur, au profit des banques créditrices, BNP et BPCE principalement. 
De 2015 à 2019, le Groupe se développe à l’international et renforce des synergies européennes. Séché Environnement acquiert en 2015 une société péruvienne, spécialisée dans les DASRI, puis en 2017, deux sociétés de stockage de déchets, respectivement au Pérou et au Chili.
En 2015 le groupe créé deux nouvelles filiales : Seché Healthcare, spécialisée dans les déchets d'activités de soins à risques infectieux et assimilés (DASRI), et Séché Urgences Interventions, spécialiste des interventions d'urgence sur les catastrophes environnementales, qui interviendra notamment sur des opérations de dépollution liées à l'incendie de Notre Dame de Paris ou à la catastrophe de Lubrizol. 
En 2016, l'entreprise inaugure son nouveau centre de tri sur son site initial de Changé (30 000 tonnes de déchets par an)
En 2017, Séché Environnement inaugure la première chaudière de France fonctionnant aux combustibles solides de récupération (CSR), toujours à Changé.
Le groupe prend le contrôle de Solarca, société espagnole de  nettoyage industriel en 2017.
En 2019, deux nouvelles sociétés rejoignent le groupe : Interwaste : un des opérateurs majeurs de la gestion intégrée des déchets en Afrique du Sud. Mecomer en Italie (tri et valorisation de déchets). En 2021, Séché Environnement acquiert une nouvelle société sud-africaine, Spill Tech, spécialisée dans les services d’urgence environnementale et de dépollution.
Frappé par la crise économique liée au Covid-19, Séché Environnement parvient toutefois à se maintenir en 2020. Son chiffre d'affaires ne recule que de 2 % à 673 millions d'euros. L'entreprise est particulièrement mobilisée pour assurer le traitement des déchets médicaux, en très forte augmentation.   
Début 2021, le groupe est retenu pour reprendre l'exploitation en délégation de service public de l'usine d’incinération de Montauban (Tarn-et-Garonne). Il poursuit également son développement international avec l’acquisition de Spill Tech, leader des services d’urgence environnementale et de dépollution en Afrique du Sud.
En 2022, le Séché environnement acquiert huit centres spécialisés dans la maintenance des réseaux et ouvrages d’assainissement en Ile-de-France puis un ensemble d'activités dans les services de traitement des eaux industrielles.
En décembre 2022, la Haute autorité pour la transparence de la vie publique rend un avis d'incompatibilité relatif à l'embauche, par l'entreprise, d'un ancien conseiller technique gouvernemental, avant de rendre un avis positif en janvier 2023. Le Parquet national financier ouvre une enquête pour « prise illégale d’intérêts » qui aboutit à une relaxe en septembre 2024.
En 2023, Séché Environnement réalise trois acquisitions à l'international : Furia, spécialiste des déchets industriels en Italie, Rent-a-Drum, principale entreprise de gestion des déchets en Namibie et Essac, spécialiste des réponses aux urgences incendiaires en milieu industriel au Pérou. Le Groupe dépasse le milliard d'euros de revenus avec un bénéfice de 48 millions d'euros, en hausse de 7,2 %, pour un chiffre d'affaires de 1,088 milliard en progression de 12 %.
En 2024, Séché Environnement annonce l'acquisition d'ECO, le numéro un des déchets industriels dangereux à Singapour.

## Activités
L'entreprise intervient dans :
- la collecte, le tri, la valorisation et le traitement des déchets dangereux et non dangereux,
- la dépollution et la réhabilitation de sites industriels, urbains, ou naturels
- le recyclage des solvants et du brome
- les services d'assainissement
- le traitement des eaux industrielles
- la production d'énergie à partir de déchets (réseaux de chaleur, biogaz, Combustible Solide de récupération)

Séché Environnement est client du cabinet de lobbying Public & Private link.

## Actionnaires
Au 31 décembre 2023, les actionnaires majoritaires sont Joël Séché et sa famille. 
| Nom                  | Actions   | %      |
| Joël Séché           | 1         | 0,00%  |
| Maxime Séché         | 2         | 0,00%  |
| SAS Groupe Séché     | 4 859 483 | 61,85% |
| SAS Pegase 53        | 564 407   | 7,18%  |
| Actions propres      | 94 555    | 1,20%  |
| Actionnariat salarié | 56 867    | 0,72%  |
| Flottant             | 2 282 417 | 29,05% |

## Critiques
Le groupe Séché entre au capital de Stocamine au printemps 2002. Pendant l’été, il apporte 400 tonnes de déchets interdits dans les galeries. Ces déchets causent un incendie septembre 2002, et la fin de l’activité du site. Le groupe quitte ensuite l’actionnariat de Stocamine et n’a depuis jamais été inquiété.